# عبد القادر المظفر
عبد القادر المظفر (1880 – 1949) عالم من علماء الدين الإسلامي والحركة الوطنية وشاعر وأديب من أبلغ خطباء الحركة الوطنية الفلسطينية خلال عهد الانتداب البريطاني على فلسطين.

## حياته
ولد عبد القادر المظفر في القدس، وتلقى فيها علومه الابتدائية والإعدادية على أيدي مشايخها، ثم التحق بالأزهر في القاهرة، وعاد مرة أخرى إلى القدس ليزاول التجارة والعمل في الشؤون العامة بعد حصوله على شهادة الأهلية، كان شديد الولاء للدولة العثمانية متوجساً من أطماع بريطانيا والغرب في الديار الإسلامية، فانتسب إلى جمعية الاتحاد والترقي التركية، كما ترأس جمعية الإخاء والعفاف المقدسية.
خلال حملة القتال التي قادها القائد التركي جمال باشا على قناة السويس في مصر، رافق المظفر الحملة وعمل داعية في صفوفها داعياً إلى طرد الإنجليز وحاضاً الجنود الأتراك على قتالهم، وبعد فشل الحملة عاد المظفر إلى فلسطين ليواصل التحريض على الإنكليز. وبعد أن أعدم جمال باشا عشرات الوطنيين السوريين واللبنانيين والفلسطينيين اشتدت النقمة الشعبية على الحكومة التركية فأقالت الحكومة جمال باشا من قيادة الجيش الرابع امتصاصاً لهذه النقمة، وعينت بدلا منه محله جمال باشا الصغير، وفي سنة 1916عُيّن المظفر مفتياً للجيش الرابع التركي خلفاً للشيخ أسعد الشقيري، ومن هذا الموقع بذل المظفر جهده للتخفيف من معاناة الأحرار العرب المطاردين والمعتقلين وتخفيف الجور التركي عنهم.
وعند استلام الأمير فيصل بن الحسين الحكم في سورية عام 1919، سافر الشيخ عبد القادر المظفر إلى دمشق، حيث أسس هناك برفقة الفلسطيني سليم الحاج إبراهيم "النادي العربي" وتوليا إدارة النادي. يقول محمد عزة دروزة في مذكراته: "ورأت الهيئة المركزية للجمعية (العربية الفتاة) التي كانت حزب عهد فيصل أن تنشئ ناديًا عربيًا للدعاية والنشاط السياسي والثقافي والشعبي، وأشركت الهيئة مع سليم الشيخ عبد القادر المظفر.. وقد ازدهر النادي تحت إدارتهما وأشغل حيزًا كبير فيما كان يجري من نشاط جياش في دمشق، وكانت تعقد فيه الاجتماعات وتلقى فيه الخطب السياسية والوطنية".
عاد بعد ذلك إلى فلسطين، وأوفدته الحكومة العربية بزعامة فيصل سنة 1919 بمهمة قومية إلى مصطفى كمال أتاتورك في أنقرة.
بعد سقوط حكم الأمير فيصل في صيف 1920، انخرط في صفوف الحركة الوطنية الفلسطينية، وانجاز إلى جانب معسكر الحسينية، أو المجلسين في مواجهة النشاشيبية أو المعارضة، اختاره محمد أمين الحسيني (رئيس المجلس الإسلامي الأعلى) لرئاسة وفد مهمته جباية التبرعات من الهند بهدف الانفاق على إصلاح الصخرة المشرفة.
في 27 فبراير 1920 افتتح المظفّر «المؤتمر العربي الفلسطيني» الذي عُقد في دمشق، الذي شدد في قراراته على رفضه اعتبار «سوريا الجنوبية، أي فلسطين، قطعة غير سورية»، وعلى رفض وعد بلفور والهجرة الصهيونية.  وفي يونيو 1922 قررت اللجنة التنفيذية العربية إيفاده على رأس وفد فلسطيني إلى مصر والسودان والحجاز، وقد تصادف وصول الوفد إلى الحجاز مع موسم الحج، فنظّم المظفّر حملة دعائية واسعة بين الحجاج المسلمين، نجم عنها قيامهم بإرسال آلاف البرقيات إلى عصبة الأمم احتجاجاً على الانتداب البريطاني على فلسطين.
كان المظفّر أحد أعضاء المؤتمر العربي الفلسطيني الخامس، الذي عُقد في مدينة نابلس في 20 أغسطس 1922، كما شارك في أعمال المؤتمر العربي الفلسطيني السادس، الذي عُقد بمدينة يافا في 16 يونيو 1923، وشارك المظفّر بصفته مندوباً عن يافا في المؤتمر الإسلامي الذي عُقد في مدينة القدس في مطلع نوفمبر 1928 بمشاركة مندوبين من دمشق وبيروت وشرق الأردن، وتمخض عنه ولادة "جمعية حراسة الأقصى والأماكن الإسلامية المقدسة ضد الأطماع الصهيونية. شارك المظفّر في أعمال "مؤتمر التسليح" الذي عُقد في مدينة نابلس في 31 يوليو 1931 للاحتجاج على تسليح اليهود وتواطؤ السلطات البريطانية معهم، وكذلك على تمسك اللجنة التفيذية العربية بأسلوب الاحتجاجات من دون غيره لمعالجة مثل هذه القضايا الهامة.
تولى المظفّر منصب أمين سر مكتب «المؤتمر الإسلامي العام» الذي عُقد في مدينة القدس في ديسمبر 1931 للدفاع عن الأماكن الإسلامية فيها، بمشاركة وفود عن عدد كبير من الدول العربية والإسلامية، وانتخب عضواً في اللجنة التنفيذية التي انبثقت عن ذلك المؤتمر،  كان المظفّر أحد أعضاء «اللجنة العليا لصندوق الأمة» الذي تأسس في سبتمبر 1932، برئاسة أحمد حلمي عبد الباقي، وكان نواة الشركة التي أُنشئت باسم «الشركة العربية لإنقاذ الأراضي بفلسطين».
قاد المظفّر مع موسى كاظم الحسيني المصلّين من الجامع الكبير في مظاهرة يافا الحاشدة في أكتوبر 1933  التي خرجت تحدياً لحظر السلطات البريطانية وللمطالبة بوقف الهجرة اليهودية، وقد اعتقل مع من اعتقل من المتظاهرين، إلاّ أنه رفض الإفراج عنه مقابل كفالة حسن سلوك وآثر السجن مدة ستة أشهر، وقد أشاد الشاعر إبراهيم طوقان بموقف المظفّر هذا ونظم قصيدة باسمه.
بعد خروجه من السجن، أنهى المظفّر حياته السياسية، وتوقف عن المشاركة في نشاطات الحركة الوطنية الفلسطينية وقيادتها.

## وفاته
غادر المظفر يافا مرغماً قسراً عام النكبة 1948، عشية احتلالها من قبل القوات الصهيونية، ولجأ إلى عمّان. وبقي فيها إلى أن توفي عام 1949 ودفن في مسقط رأسه في مقبرة باب الساهرة.